# Aleksandr Pawłow (ur. 1942)
Aleksandr Pawłow, ros. Александр Павлов (ur. w 1942) – radziecki żużlowiec. 
Wielokrotny finalista indywidualnych mistrzostw Związku Radzieckiego (najlepsze wyniki: 1969, 1971 – dwukrotnie V miejsca). Czterokrotny medalista drużynowych mistrzostw Związku Radzieckiego: złoty (1972) oraz trzykrotnie srebrny (1969, 1973, 1974). Dwukrotny srebrny medalista indywidualnych mistrzostw Rosji (1969, 1970).
Reprezentant ZSRR na arenie międzynarodowej. Brązowy medalista drużynowych mistrzostw świata (Londyn 1973). Finalista indywidualnych mistrzostw świata (Londyn 1972 – VI miejsce). 